# Magmatske stijene
Magmatske stijene nastaju kada se magma hladi i skrutnjava, s ili bez kristalizacije, ispod površine kao intruzivne stijene ili na površini kao efuzivne stijene. Magma može proizvedena parcijalnim taljenjem već postojećih stijena ili u plaštu ili u kori. Obično je taljenje uzrokovano jednim ili više sljedećih procesa  - povišenjem temperature, sniženjem tlaka ili promjenom sastava. Opisano je preko 700 vrsta magmatskih stijena, većinom nastalih ispod površine Zemljine kore.

## Geološki značaj
Magmatske stijene čine približno 95% gornjeg dijela Zemljine kore, ali njihovo obilje skriveno je na Zemljinoj površini relativno tankim, ali raširenim slojem sedimentnih i metamorfnih stijena. 
Magmatske stijene su geološki značajne jer:
- njihovi minerali i globalna kemija daju informacije o sastavu plašta, iz kojeg su neke magmatske stijene izlučene, uvjetima temperature i tlaka koji dopuštaju ovo lučenje, i/ili drugim već postojećim stijenama koje su se rastalile;
- njihova apsolutna starost može biti dobivena iz različitih oblika radiometrijskog datiranja i na taj način može biti uspoređena s okolnim geološkim slojevima, koje pomoću toga možemo smjestiti u određeni vremenski okvir koristeći geološke principe određivanja relativne starosti;
- njihova obilježja su obično karakteristična za specifični tektonski okoliš, što omogućuje tektonsku rekonstrukciju (vidi:  tektonika ploča)
- ponekad u posebnim okolnostima oni su nositelji važnih mineralnih ležišta, npr. volframa, kositra i uranija koji su obično vezani za granite, dok su rude poput kroma i platine vezane za gabroide.

## Oblici i pojavljivanje
Po načinu pojavljivanja, magmatske stijene mogu biti intruzivne (plutonske) ili efuzivne (ekstruzivne, eruptivne, vulkanske).

### Intruzivne magmatske stijene
Instruzivne magmatske stijene nastaju iz magme koja se hladi i skrutnjava unutar Zemlje. Okružena s već postojećim stijenama, magma se polagano hladi, što rezultira u krupnozrnatosti ovih stijena. Najčešće se mineralna zrna u ovakvim stijenama mogu razlikovati golim okom. Intruzivne stijene mogu se podijeliti s obzirom na oblik i veličinu intruzivnog tijela te njegov odnos prema ostalim formacijama u koje prodire. Tipični intruzivni oblici su batolit, štok, lakolit, sil (sklad) i dajk (kod nas se često rabi i pogrešan naziv žila ili žica). Efuzivni tipovi obično se nazivaju lavama.
Jezgre većine planinskih lanac sastoje se od intruzivnih magmatskih stijena, obično granita. Kada su djelovanjem erozije izložene na površinu, ove jezgre (batoliti) zauzimaju golema područja Zemljine površine.
Krupnozrnate intruzivne magmatske stijene koje nastaju duboko unutar Zemlje su abisalne, a one koje nastaju blizu površine hipabisalne. 

### Efuzivne magmatske stijene
Efuzivne magmatske stijene nastaju na Zemljinoj površini kao rezultat parcijalnog taljenja stijena unutar plašta i kore.
Taljevina koja može, ali ne mora, sadržavati raspršene kristale i mjehuriće plinova, naziva se magma. Magma se izdiže jer je manje gusta od stijena iz kojih je nastala. Kada dosegne površinu pa erumpira u vodu ili u zrak, naziva se lava. Erupcije vulkana koje se događaju ispod oceana nazivaju se submarinskim erupcijama. Crni dimnjaci na bazalti srednjeoceanskih hrptova su primjer submarinske vulkanske aktivnosti. 
Magma koja erumpira iz vulkana ponaša se suglasno svojoj viskoznosti, ograničena svojom temperaturom, sastavom i kristalnim sadržajem. Visokotemperaturna magma, većinom bazaltnog sastava, ponaša se kao teška nafta. Česti su dugi, tanki bazaltni tokovi s pahoehoe površinom. Magma neutralnog sastava kao što je andezitna teži stvaranju stožaca s izmiješanim pepelom, tufom i lavom te može imati viskoznost sličnu debeloj, hladnoj molasi ili čak grublju kas erumpira. Kisele magme poput riolitne obično erumpiraju na niskim temperaturama i 10.000 puta su viskoznije od bazalta. Vulkani s riolitnom magmom obično erumpiraju eksplozivno, a riolitni tokovi lave su često ograničenog dosega te imaju strme krajeve, zbog visoke viskoznosti magme. 
Kisele i neutralne magme često snažno erumpiraju, s eksplozijama pokretanim oslobađanjem otopljenih plinova – obično vode a nerijetko i ugljičnog dioksida. Eksplozivno-erumpiran materijal naziva se tefra, a vulkanske naslage nazivaju se piroklastične, a uključuju tuf, aglomerat i ignimbrit. Fini vulkanski pepeo također je erumpiran i tvori naslage pepelnog tufa koje često pokrivaju ogromna područja. 
Zato što se lava hladi i kristalizira veoma brzo, stijene nastale tim putem su sitnozrnate. Ako je hlađenje bilo toliko brzo da je spriječilo nastanak čak i malih kristala nakon erupcije, rezultirajuća stijena može biti većinom staklo (kao kod stijene opsidijana). ako se hlađenje lave odvijalo sporo, stijena će biti krupnozrnata. 
Mnogo je teže međustobno razlikovati tipove efuzivnih magmatskih stijena, nego što je slučaj kod intruzivnih magmatskih stijena, jer su minerali efuzivnih stijena sitnozrnati. Općenito, mineralni sastav sitnozrnatih efuziva miže se odrediti samo ispitivanjem izbursaka stijena pod mikroskopom, a i na taj način može se izvršiti samo približna klasifikacija.

## Vanjske poveznice
- Rudarsko-naftno-geološki fakultet  Arhivirana inačica izvorne stranice od 16. rujna 2016. (Wayback Machine) Ana Maričić: Nastavni i drugi sadržaji - Petrologija s geologijom - 3 Magmatske stijene
- Službene stranice Prirodoslovne tehničke škole Split  Arhivirana inačica izvorne stranice od 17. rujna 2016. (Wayback Machine) Materijali - Geologija - 4. Razred (prirodoslovna gimnazija) - Magmatske stijene